# Ceriana vittipes
Ceriana vittipes är en tvåvingeart som först beskrevs av Charles Howard Curran 1941.  Ceriana vittipes ingår i släktet griffelblomflugor, och familjen blomflugor.
Artens utbredningsområde är Peru. Inga underarter finns listade i Catalogue of Life.